# خوزه ماریا مندز
خوزه ماریا مندز (انگلیسی: José María Menéndez؛ زادهٔ ۲۹ دسامبر ۱۹۶۳) بازیکن فوتبال اهل اسپانیا است.
از باشگاه‌هایی که در آن بازی کرده‌است می‌توان به باشگاه فوتبال رئال بتیس اشاره کرد.